# Kurów (gmina)
Kurów – gmina miejsko-wiejska w województwie lubelskim, w powiecie puławskim. Przebiegają przez nią m.in. drogi krajowe S12 i S17. Sąsiaduje z następującymi gminami: Żyrzyn, Abramów, Markuszów, Nałęczów, Wąwolnica i Końskowola. 30 czerwca 2004 gminę zamieszkiwało 7906 osób. Siedzibą gminy jest miasto Kurów, które ma 2800 mieszkańców.

## Historia
Powstanie gminy
Gmina Kurów powstała w drugiej połowie lutego 1809 roku. Kurów stał się siedzibą gminy wiejskiej, lecz istniał także magistrat miejski. Gmina należała do departamentu lubelskiego, powiatu kazimierskiego. W skład tej jednostki pomocniczej oprócz Kurowa weszły także Abramów, Brzozowa Gać, Dęba, Glinnik, Łąkoć, Paluchów, Podbórz i Wielkie.
1819 rok
10 lat po utworzeniu gminy przeprowadzono spis ludności i siły pociągowej. W skład dominialnej gminy wchodziły: Kurów, Płonki, Brzozowskie, Paluchów, Szumów i Podbórz.
Gmina w latach 60. XIX wieku
W 1866 roku w gminie leżało 13 gromad: Kurów miasto, w drugiej Płonki wioska i Olesin kolonia, w trzeciej Kłoda wioska, Zastawie wioska i Olempin kolonia, w czwartej Bobowiska wioska, w piątej Łąkoć od strony Markuszowa, w szóstej Łąkoć od strony Wielkich, w siódmej Podbórz, w ósmej Szumów, w kolejnej Brzozowa Gać, w następnej Wygoda osada, w jedenastej część Dęby, w dwunastej Choszczów, a w ostatniej Kłoda osada. Rok później w skład gminy wchodziły: Łąkoć dwór, Płonki wieś, Podbórz dwór, Brzozowa Gać dwór, Szumów wieś, Paluchów dwór, Paluchów wieś, Dęba dwór, Kłoda dwór, Kłoda wieś, Wygoda dwór, Paulinów dwór, Barłogi wieś, Bobowiska dwór, Bobowiska wieś, Choszczów dwór i Choszczów wieś. Siedzibą gminy na kilka lat została Kłoda.
Utrata praw miejskich przez Kurów
Za Królestwa Polskiego gmina Kurów należała do powiatu nowoaleksandryjskiego w guberni lubelskiej. W związku z poparciem powstańców przez mieszkańców, 19 maja?/31 maja 1870 Kurów i Markuszów utraciły prawa miejskie, a z okolic Markuszowa wyodrębniono gminę Markuszów. W gminie Kurów pozostały Płonki, Kurów, Brzozowa Gać, Szumów, Łąkoć, Barłogi, Choszczów, Paluchów oraz przyłączono z gminy Nowa Aleksandria 5 wsi, którymi były: Sielce, Chrząchów, Chrząchówek, Wólka Nowodworska i Dęba.
Lata 20. XX wieku
30 września 1921 roku gmina składała się z 26 podmiotów. Były nimi: wieś Barłogi, wieś Bronisławka, wieś Brzozowa Gać, wieś Brzozowskie, wieś Choszczów, wieś Chrząchów, wieś Chrząchówek, wieś Dęba, kolonia Góry Olesińskie, leśniczówka Kozibór, osada Krupa wraz z wsią Łąkoć, folwark Kurów, osada miejska Kurów, leśniczówka Łąkoć, wieś Marianka, folwark Nowy Dwór, wieś Paluchów, wieś Płonki, folwark Podbórz, osada Podbórz, wieś Przysiółek Nowy Dwór, folwark Pulki, wieś Sielce, wieś Szumów, wieś Wólka Nowodworska i wieś Wygoda. 1 stycznia 1925 roku do gminy Końskowola wcielono Sielce, "Sielce-Młyn" i Folwark Pulki.
Lata 40. XX wieku
W 1943 roku dokonano podziału na 14 gromad: Barłogi, Bronisławka, Brzozowa Gać, Choszczów, Chrząchów, Chrząchówek, Dęba, Kurów, Łąkoć, Marianka, Nowy Dwór, Płonki, Szumów i Wólka Nowodworska, lecz w 1946 roku dokonano kolejnego podziału – tym razem na 10 gromad: w pierwszej znalazły się Barłogi, Łąkoć i Marianka, w drugiej Bronisławka, w trzeciej Choszczów, w czwartej Dęba, Paluchów i gajówka Kozi Bór, w piątej Chrząchów i Wygoda, w szóstej Chrząchówek, w siódmej Góry Olesińskie, w ósmej Wólka Nowodworska i Nowy Dwór, w przedostatniej Szumów, Podbórz i Mała Kłoda, a w największej Kurów, Kurów-dwór i Kurów-Józefów. W 1947 roku powrócono do podziału z 1943 roku. W sześciu z czternastu gromad było więcej niż jedna wieś (w gromadzie Dęba były także Paluchów i Kozi Bór, w gromadzie Kurów znajdowały się os. Kurów, maj. Kurów, Kolonia Józefów, Mała Kłoda oraz os. Wygoda, w gromadzie Łąkoć wieś i gajówka o tej samej nazwie, w gromadzie Płonki oprócz wsi o tej nazwie były Góry Olesińskie, w gromadzie Szumów był także Podbórz, a w gromadzie Wólka Nowodworska była Kolonia Nowy Dwór.
Lata 50. XX wieku
W 1952 roku stworzono projekt utworzenia gminy Dęba, w skład której miało wejść 8 gromad (Barłogi, Bronisławka, Choszczów, Dęba, Łąkoć, Marianka oraz z powiatu lubartowskiego Izabelmont oraz Wolica), a w gminie Kurów także byłoby 8 gromad (Brzozowa Gać, Kurów, Płonki, Chrząchów, Chrząchówek, nowa gromada Kolonia Olesin oraz z gminy Markuszów dwie gromady: Kłoda i Zastawie. Projekt ostatecznie upadł, ale zamiast tego dokonano podziału gminy na 3 duże gromady: Chrząchów (Chrząchów, Chrząchówek, Wólka Nowodworska i Kolonia Wygoda), Dęba (Bronisławka, Choszczów, Dęba, Marianka i Nowy Dwór) oraz Kurów (osada miejska Kurów, Kolonia Kurów, Kolonia Józefów, Brzozowa Gać, Płonki i Szumów). U schyłku 1959 roku zlikwidowano gromady Dęba i Kłoda, gdyż nie były w stanie samodzielnie się utrzymać. W tym samym roku gromada Dęba została całkowicie wchłonięta przez gromadę Kurów oraz z gromady Kłoda przyłączono Barłogi, Łąkoć i Małą Kłodę.
Lata 60. XX wieku
W 1960 roku do gromady Kurów przyłączono także całą gromadę Chrząchów. Dzięki temu w skład gromady wchodziło 17 miejscowości: Barłogi, Brzozowa Gać, Bronisławka, Chrząchów, Chrząchówek, Choszczów, Dęba, Kłoda, Kurów, Łąkoć, Marianka, Olesin, Płonki, Posiółek, Szumów, Wólka Nowodworska oraz Zastawie. W 1969 roku połączono Choszczów z Marianką oraz Wólkę Nowodworską z Posiółkiem.
Lata 70. XX wieku
Na przełomie 1972 i 1973 roku w miejscu gromady Kurów powstała ponownie gmina, w której znalazło się 28 sołectw: Barłogi, Bobowiska, Bronisławka, Brzozowa Gać, Buchałowice, Choszczów, Dęba, Góry, Kaleń, Klementowice, Kłoda, Kolonia Góry, Kurów, Łany, Łąkoć, Marianka, Markuszów, Olempin, Olesin, Olszowiec, Płonki, Posiołek, Szumów, Wólka Kątna, Wólka Nowodworska, Wygoda, Zabłocie i Zastawie.
W latach 1975–1998 gmina położona była w ówczesnym województwie lubelskim.

## Aktualne granice gminy

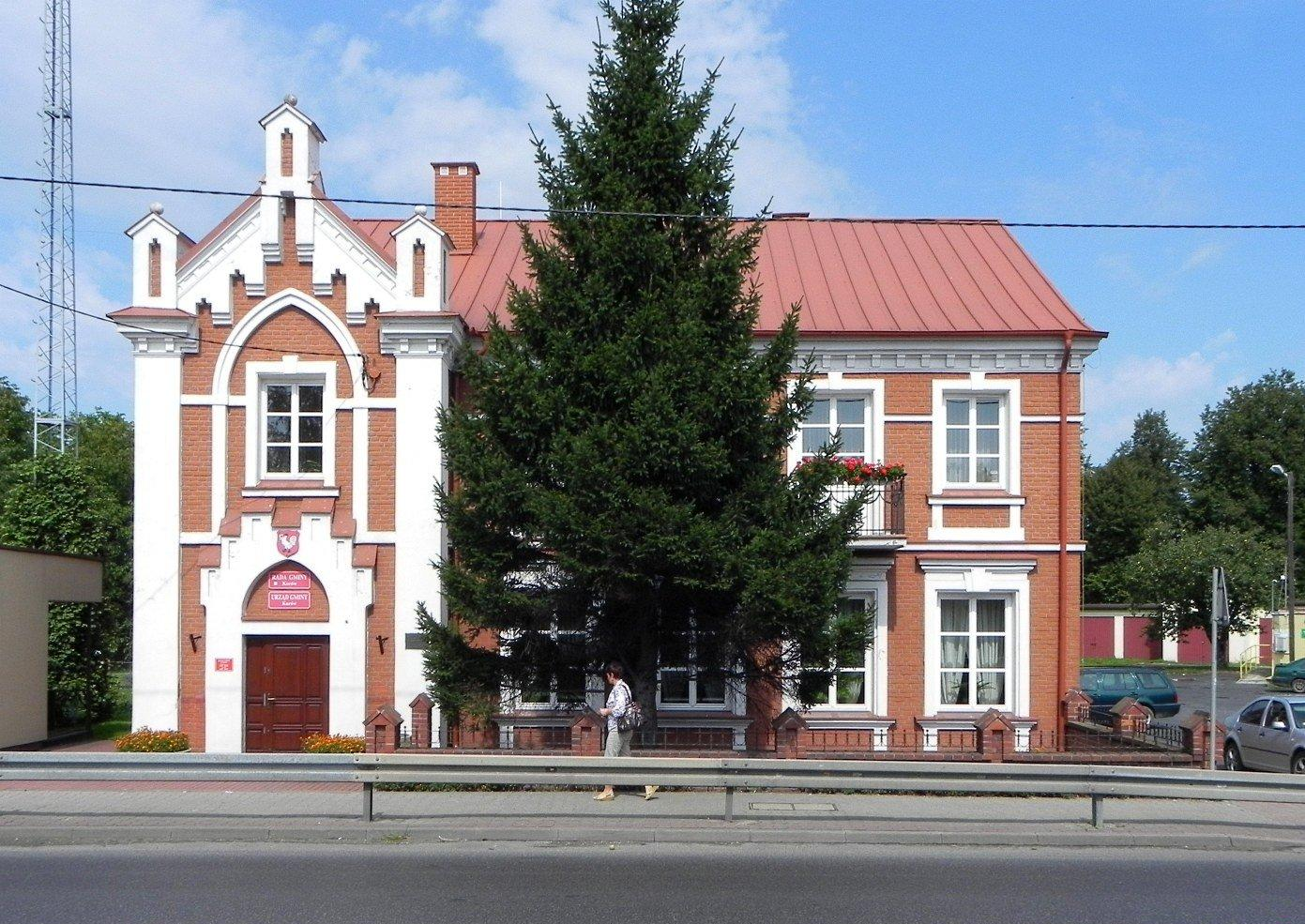
Siedziba Urzędu Gminy w Kurowie

1 stycznia 1984 roku reaktywowano gminę Markuszów i włączono do niej 10 sołectw z gminy Kurów, a Wygoda została włączona do sołectwa Szumów. Obecny podział trwa do dziś, lecz niektórzy zaliczają Kozi Bór do sołectwa Dęba, a niektórzy traktują Kozi Bór jako oddzielne sołectwo.

## Aglomeracja "Kurów"

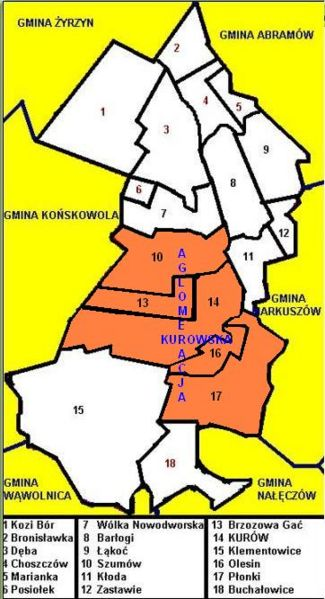
Położenie aglomeracji "Kurów" na tle gminy

Aglomeracja "Kurów" została utworzona w 2006 roku uchwałą Rady Gminy Kurów Nr XLVII/275/2006 z dnia 25 października 2006 roku w sprawie zaopiniowania projektu planu aglomeracji – Gmina Kurów (tekst uchwały) w celu rozwiązania problemów gospodarki ściekowej, co miało pozwolić na podjęcie starań o budowę oczyszczalni ścieków i sieci kanalizacyjnych oraz pozyskanie środków na ten cel.
Aglomeracja obejmuje centralną część gminy (miejscowości: Brzozowa Gać, Kurów, Olesin, Płonki i Szumów).
Gmina Kurów przystąpiła do opracowania Planu Aglomeracji "Kurów" na podstawie art. 43 i art. 208 ustawy z dnia 18 lipca 2001 r. – Prawo wodne (tekst jednolity z 2005 r., Dz.U. z 2001 r. nr 239, poz. 2019) oraz rozporządzenia Ministra Środowiska z dnia 22 grudnia 2004 r. w sprawie sposobu wyznaczania obszaru i granic aglomeracji (Dz.U. z 2004 r. nr 283, poz. 2841). Uwzględniono w trakcie prac także plan zagospodarowania przestrzennego, studium uwarunkowań i kierunków zagospodarowania przestrzennego Gminy Kurów, koncepcje kanalizacji sanitarnej i ekspertyzy.
Aglomeracja spełnia nałożone rozporządzeniem wymagania opłacalności – wskaźnik WRLM wynosi 172 osoby na 1 km zbiorczej sieci kanalizacyjnej wobec wymaganych 120.

## Struktura powierzchni
Według danych z roku 2002 gmina Kurów ma obszar 101,3 km², w tym:
- użytki rolne: 74%
- użytki leśne: 18%

Gmina stanowi 10,86% powierzchni powiatu.

## Demografia

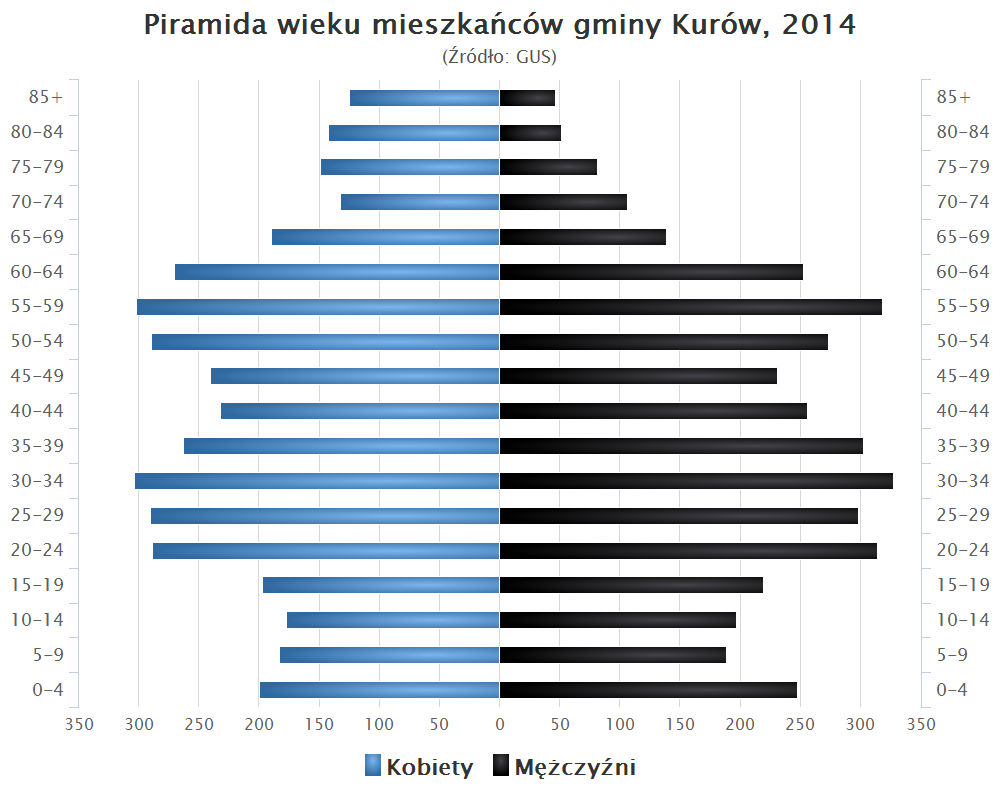
Piramida wieku mieszkańców gminy Kurów w 2014 roku

Dane z 30 czerwca 2004:
| Opis                              | Ogółem | Ogółem | Kobiety | Kobiety | Mężczyźni | Mężczyźni |
| --------------------------------- | ------ | ------ | ------- | ------- | --------- | --------- |
| jednostka                         | osób   | %      | osób    | %       | osób      | %         |
| populacja                         | 7906   | 100    | 4030    | 51      | 3876      | 49        |
| gęstość zaludnienia (mieszk./km²) | 78     | 78     | 39,8    | 39,8    | 38,3      | 38,3      |

## Struktura wiekowa
na stan 31 grudnia 2002:
1. do 18 lat: 1824 osób
2. 18-60 lat: 4734
3. od 60 lat: 8111

Przyrost naturalny wynosi (-0,9%)

## Miejscowości wchodzące w skład gminy
| Wykaz miejscowości podstawowych oraz ich części integralnych w podległości administracyjnej gminy Kurów                                                                                  | Wykaz miejscowości podstawowych oraz ich części integralnych w podległości administracyjnej gminy Kurów | Wykaz miejscowości podstawowych oraz ich części integralnych w podległości administracyjnej gminy Kurów | Wykaz miejscowości podstawowych oraz ich części integralnych w podległości administracyjnej gminy Kurów | Wykaz miejscowości podstawowych oraz ich części integralnych w podległości administracyjnej gminy Kurów | Wykaz miejscowości podstawowych oraz ich części integralnych w podległości administracyjnej gminy Kurów | Wykaz miejscowości podstawowych oraz ich części integralnych w podległości administracyjnej gminy Kurów |
| Nazwa główna | Identyfikator zewnętrzny SIMC                                                                           | Rodzaj obiektu                                                                                          | Obiekt nadrzędny                                                                                        | Uwagi                                                                                                   | Współrzędne geograficzne                                                                                | |
| --- | --- | --- | --- | --- | --- | --- |
| Barłogi | 0384331                                                                                                 | wieś | | | 51°25′32″N 22°12′03″E/51,425556 22,200833                                                               | |
| Bronisławka | 0384348                                                                                                 | wieś | | | 51°28′19″N 22°11′04″E/51,471944 22,184444                                                               | |
| Brzozowa Gać | 0384354                                                                                                 | wieś | | | 51°23′46″N 22°10′51″E/51,396111 22,180833                                                               | |
| Buchałowice | 0384360                                                                                                 | wieś | | | 51°20′41″N 22°10′17″E/51,344722 22,171389                                                               | |
| Choszczów | 0384377                                                                                                 | wieś | | | 51°27′20″N 22°11′28″E/51,455556 22,191111                                                               | |
| Dęba | 0384383                                                                                                 | wieś | | | 51°26′30″N 22°10′43″E/51,441667 22,178611                                                               | |
| Górna Droga | | przysiółek wsi                                                                                          | Buchałowice                                                                                             | | 51°21′05″N 22°10′20″E/51,351389 22,172222                                                               | |
| Góry Olesińskie | | przysiółek wsi                                                                                          | Płonki                                                                                                  | | 51°21′47″N 22°10′43″E/51,363056 22,178611                                                               | |
| Józefów | 0384450                                                                                                 | część miasta                                                                                            | Kurów                                                                                                   | | 51°22′41″N 22°09′26″E/51,378056 22,157222                                                               | |
| Klementowice | 0384420                                                                                                 | wieś | | | 51°21′19″N 22°07′44″E/51,355278 22,128889                                                               | |
| Kłoda | 0384437                                                                                                 | wieś | | | 51°24′55″N 22°13′19″E/51,415278 22,221944                                                               | |
| Kolonia Klementowice | | kolonia wsi                                                                                             | Klementowice                                                                                            | | 51°22′14″N 22°07′30″E/51,370556 22,125000                                                               | |
| Kolonia Nowy Dwór | | kolonia wsi                                                                                             | Wólka Nowodworska                                                                                       | | 51°25′23″N 22°09′49″E/51,423056 22,163611                                                               | |
| Kolonia Olesin | | przysiółek wsi                                                                                          | Olesin                                                                                                  | | 51°23′03″N 22°12′00″E/51,384167 22,200000                                                               | |
| Kolonia Płonki | | kolonia wsi                                                                                             | Płonki                                                                                                  | | 51°23′17″N 22°12′40″E/51,388056 22,211111                                                               | |
| Kurów | 0384443                                                                                                 | miasto                                                                                                  | Kurów                                                                                                   | | 51°23′22″N 22°11′09″E/51,389444 22,185833                                                               | |
| Łąkoć | 0384466                                                                                                 | wieś | | | 51°26′00″N 22°13′36″E/51,433333 22,226667                                                               | |
| Łopieńskie | | przysiółek wsi                                                                                          | Klementowice                                                                                            | | 51°20′53″N 22°09′14″E/51,348056 22,153889                                                               | |
| Mała Dęba | | przysiółek wsi                                                                                          | Dęba | | 51°26′17″N 22°10′44″E/51,438056 22,178889                                                               | |
| Mała Kłoda | | przysiółek wsi                                                                                          | Kłoda                                                                                                   | | 51°24′37″N 22°12′23″E/51,410278 22,206389                                                               | |
| Marianka | 0384472                                                                                                 | wieś | | | 51°27′12″N 22°12′30″E/51,453333 22,208333                                                               | |
| Olesin | 0384489                                                                                                 | wieś | | | 51°23′06″N 22°12′30″E/51,385000 22,208333                                                               | |
| Paluchów | 0384390                                                                                                 | część wsi                                                                                               | Dęba | | 51°27′02″N 22°11′07″E/51,450556 22,185278                                                               | |
| Pępów | 0384408                                                                                                 | część wsi                                                                                               | Dęba | brak zabudowy                                                                                           | 51°27′25″N 22°10′44″E/51,456944 22,178889                                                               | |
| Płonki | 0384495                                                                                                 | wieś | | | 51°22′20″N 22°12′23″E/51,372222 22,206389                                                               | |
| Podbórz | | przysiółek wsi                                                                                          | Szumów                                                                                                  | | 51°24′27″N 22°11′29″E/51,407500 22,191389                                                               | |
| Posiołek | 0384503                                                                                                 | wieś | | | 51°25′42″N 22°09′51″E/51,428333 22,164167                                                               | |
| Pożarnica | | przysiółek wsi                                                                                          | Łąkoć                                                                                                   | | 51°26′32″N 22°12′33″E/51,442222 22,209167                                                               | |
| Szumów | 0384510                                                                                                 | wieś | | | 51°24′19″N 22°11′10″E/51,405278 22,186111                                                               | |
| Węgielnica | 0384414                                                                                                 | część wsi                                                                                               | Dęba | | 51°26′12″N 22°10′06″E/51,436667 22,168333                                                               | |
| Wólka Nowodworska | 0384532                                                                                                 | wieś | | | 51°25′06″N 22°10′12″E/51,418333 22,170000                                                               | |
| Wygoda | 0384526                                                                                                 | wieś | | | 51°24′33″N 22°09′18″E/51,409167 22,155000                                                               | |
| Zastawie | 0384549                                                                                                 | wieś | | | 51°25′25″N 22°13′32″E/51,423611 22,225556                                                               | |
| Źródło: Państwowy Rejestr Nazw Geograficznych – miejscowości – format XLSX, Dane z państwowego rejestru nazw geograficznych – PRNG, Główny Urząd Geodezji i Kartografii, 1 stycznia 2025 | | | | | | |

## Sołectwa
Barłogi, Bronisławka, Brzozowa Gać, Buchałowice, Choszczów, Dęba, Klementowice, Kłoda, Kurów, Łąkoć, Marianka, Olesin, Płonki, Posiołek, Szumów-Wygoda (powiat puławski), Wólka Nowodworska, Zastawie.